# Drumul spre maturitate (film)
Drumul spre maturitate (engleză Middle of nowhere) este un film american produs în 2008 care a avut premiera la festivalul de film de la Sundance. Pelicula urmărește povestea lui Dorian (Anton Yelchin), un puști singuratic și neîncrezător în forțele proprii, care este trimis de părintii adoptivi la unchii săi, pe perioada vacanței de vară. Aici va cunoaște o localnică, Grace (Eva Amurri) de care se va îndrăgosti și cu care va vinde droguri pentru a câștiga ceva bani. Într-o seară, la o petrecere, Grace îl întâlnește pe Ben Pretzler (Justin Chatwin), un localnic de care se va îndrăgosti. În curând vor ieși la lumină și sentimentele lui Dorian față de Grace, puștiul respingând-o pe sora acesteia în detrimentul partenerei sale de afaceri.
Drumul spre maturitate este o peliculă în care apar numeroase tinere speranțe de la Hollywood în ascensiune printre care Justin Chatwin, Anton Yelchin și Eva Amurri. Filmul beneficiază și de o apariție specială din partea actriței Susan Sarandon.
1. ↑   http://www.imdb.com/title/tt1032817/, accesat în 13 aprilie 2016 Lipsește sau este vid: |title= (ajutor)
2. ↑   http://www.filmstarts.de/kritiken/102329-Middle-Of-Nowhere.html, accesat în 13 aprilie 2016 Lipsește sau este vid: |title= (ajutor)